# Tvättegylet (Kyrkhults socken, Blekinge)
Tvättegylet är en sjö i Olofströms kommun i Blekinge och ingår i Mörrumsån-Skräbeåns kustområde.